# Консервативно-демократическая партия Швейцарии
Консервативно-демократическая партия Швейцарии (Бюргерско-демократическая партия Швейцарии) — левоцентристская леволиберальная политическая партия Швейцарии. Образована в 2008 году.

## История
Партия образовалась как умеренная группа в национал-консервативной Швейцарской народной партии и была основана как политическая партия на федеральном уровне 1 ноября 2008 года. В основном партия была сформирована аграриями-центристами Швейцарской народной партии, однако в последнее время в партии выдвинулось леволиберальное крыло.
1 января 2021 года партия объединилась с Христианско-демократической народной партией в новую партию Центр.

## Политические позиции
БДП поддерживала двусторонние соглашения с Европейским союзом и выступала против ужесточения режима предоставления убежища в Швейцарии. Она выступала против дополнительных льгот к медицинскому страхованию, хотя и не обязательно поддерживала их ограничение. БДП поддерживала повышение пенсионного возраста, выступала против любого ослабления требований к получению социального обеспечения, и поддерживала однополые браки. Партия выступала за постепенный поэтапный отказ от ядерной энергетики.

## Президенты партии
- Ханс Грюндер (2008—2012)
- Мартин Ландольт (2012—наст. время)

## Участие в выборах
| Выборы | Количество голосов | % голосов | Мест |
| ------ | ------------------ | --------- | ---- |
| 2011   | 132 279 ▲          | 5,4% ▲    | 9 ▲  |
| 2015   | 103 476 ▼          | 4,1% ▼    | 7 ▼  |